# Cantone di Oyonnax-Nord
Il Cantone di Oyonnax-Nord era una divisione amministrativa dell'arrondissement di Nantua.
A seguito della riforma approvata con decreto del 13 febbraio 2014, che ha avuto attuazione dopo le elezioni dipartimentali del 2015, è stato soppresso.

## Composizione
Comprendeva parte della città di Oyonnax e 4 comuni:
- Arbent
- Belleydoux
- Dortan
- Échallon